# Rudraprayag (plaats)
Rudraprayag (ook gespeld als Rudra Prayag) is een nagar panchayat (plaats) in het district Rudraprayag van de Indiase staat Uttarakhand. 

## Demografie
Volgens de Indiase volkstelling van 2001 wonen er 2.242 mensen in Rudraprayag, waarvan 63% mannelijk en 37% vrouwelijk is. De plaats heeft een alfabetiseringsgraad van 75%. 